# Caledonian Ground
El Caledonian Ground és un estadi multiusos de Dunedin, Nova Zelanda. És usat principalment per esdeveniments futbolístics i atlètics i té capacitat per a 7.500 espectadors.

## Localització

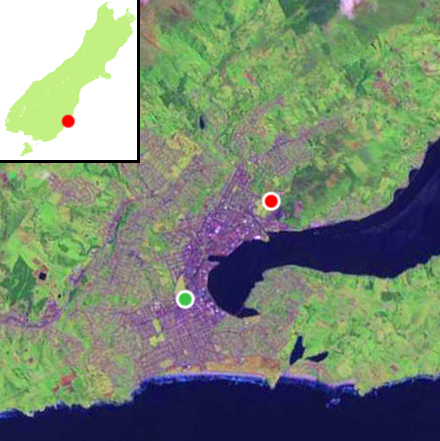
Localització actual (vermell) i prèvia (verd) respecte de l'àrea urbana de Dunedin i l'illa del Sud

El Caledonian Ground actualment se situa al nord de Logan Park al nord de Dunedin, prop de l'escola secundària de Logan Park i prop de la Universitat d'Otago i la Politècnica d'Otago. Altres estadis i llocs esportius propers inclouen la University Oval i l'Estadi Forsyth Barr.
L'estadi s'ubica prop del rierol de Water of Leith contra els contraforts de Signal Hill. El petit rierol d'Opoho Creek, un afluent del Water of Leith, es localitza immediatament a l'est del Caledonian Ground.

## Història
L'estadi sovint és referit com al New Caledonian Ground pels locals, una indicació que el Caledonian Ground no ha estat per massa temps on es localitza actualment. Fins al 2000 el Caledonian Ground es localitzava al sud de Dunedin, a la vora de les carreteres Hillside Road i Andersons Bay Road, uns cinc quilòmetres al sud d'on es localitza avui en dia. El lloc on s'ubicava en el passat avui en dia és un pàrquing per un dels centres comercials principals de la ciutat. L'únic que remena de la ubicació prèvia és un gimnàs i un club de bitlles. El gimnàs a més és un memorial de la Segona Guerra Mundial.

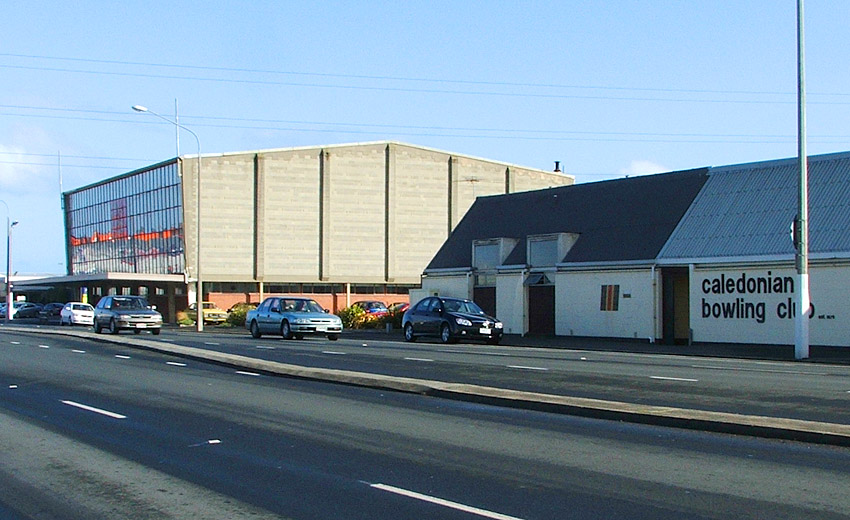
L'únic que queda de la localització prèvia de l'estadi és un club de bitlles i un gimnàs

La sèrie d'edifics i estructures dins del Caledonian Ground i proper a aquest es remunten al 1876, quan la societat caledoniana es mogué al sud de Dunedin des de l'original i actual lloc on s'ubica en la porció septentrional de la ciutat. El Dunedin City Council comprà el Caledonian Ground el 1943, i va ser extensament modificada a finals de l'any 1950 per a decidir com es faria que una utilitat pública com aquesta servís a més com a memorial de guerra.
L'estadi original va ser on es jugà el primer partit internacional (però no oficial) de futbol de Nova Zelanda. El 23 de juliol de 1904 Nova Zelanda perdé 0–1 contra un equip representatiu de Nova Gal·les del Sud. El Caledonian Ground va servir també com a centre ciclista principal per a entrenaments i competicions de la ciutat per molts anys; esporàdicament va ser utilitzat com a estadi de criquet professional entre el 1880 i el 1904, jugant-se un total de quatre partits.

## Ús
El Caledonian Ground és usat com a principal pista d'atletisme de la ciutat i és a més un dels estadis que utilitza l'Otago United FC; l'Otago United prèviament jugava una gran majoria dels seus partits locals al Caledonian Ground, però avui en dia el seu ús és rar perquè juguen més en estadis com el Forsyth Barr Stadium o el Tahuna Park.